# سیاهچاله ستاره‌وار
.
سیاهچاله ستاره‌وار به انگلیسی: (Stellar black hole)، سیاه‌چاله‌ای است که عمدتاً از فروریزی حاصل از گرانش یک ستاره با جرم معمولی به وجود می‌آید و می‌تواند پنج تا ده‌ها برابر جرم خورشید جرم داشته باشد.
سیاه‌چاله‌های ستاره‌وار بقایای انفجار ابرنواخترها هستند که شاید به نوعی از پرتو گاما قابل مشاهده هستند. نام دیگر این سیاه‌چاله‌ها رمب‌اختر است.
Artist’s impression of the black hole inside NGC 300 X-1 (ESO 1004a).jpg

## خصوصیات
با توجه به نظریه یک سیاه‌چاله می‌تواند تنها ۳ اصل اساسی داشته باشد: جرم، بار الکتریکی، و تکانهٔ زاویه‌ای. تکانه زاویه‌ای یک سیاه‌چاله ستاره‌وار ناشی از پایستگی تکانه زاویه‌ای یک ستاره است.
فروپاشی گرانشی ستاره، فرایندی طبیعی است که می‌تواند باعث ایجاد سیاه‌چاله شود. اگر جرم ستاره‌ای که در حال فروپاشی است کم‌تر از حد تولمن- اوپنهایمر-وولکوف برای ماده تخلخل نوترونی باشد نتیجه یک ستاره فشرده نوترونی خواهد بود. اگر جرم ستاره بیش تر از حد تولمن- اوپنهایمر-وولکوف باشد، فروپاشی تا زمانی که حجم صفر شود ادامه خواهد یافت و در اطراف آن نقطه یک سیاه‌چاله تشکیل خواهد شد.

## حداکثر جرمی
در نظریه نسبیت عام، یک سیاه‌چاله می‌تواند هر جرمی داشته باشد. هرچه جرم کمتر باشد، چگالی ماده باید بیشتر باشد تا بتوان یک سیاه‌چاله تشکیل داد. (برای مثال شعاع شوارتزشیلد را نگاه کنید) تاکنون هیچ فرایند ستاره‌ای مشاهده نشده که بتوان سیاه‌چاله‌ای با جرمی کمتر از چند برابر جرم خورشید ساخت که بتواند سیاه‌چاله‌های بزرگ‌تر از سیاه‌چاله‌های اولیهٔ کیهانی تولید کند.

## شکاف‌های توده‌ای
توسط برخی مدل‌های تکامل ستاره‌ای پیش‌بینی می‌شود که سیاه چاله‌های با جرم، در دو محدوده نمی‌توانند مستقیماً با فروپاشی گرانشی یک ستاره تشکیل شوند. اینها گاهی به‌عنوان شکاف‌های جرمی «پایین» و «بالا» متمایز می‌شوند که تقریباً محدوده‌های ۲ تا ۵ و ۵۰ تا ۱۵۰ جرم خورشیدی را نشان می‌دهند. محدوده دیگری که برای شکاف بالایی ارائه شده است ۵۲ تا ۱۳۳ است. ۱۵۰ به عنوان حد بالای جرم ستارگان در عصر کنونی جهان در نظر گرفته شده است.
سیستم‌های باینری فشرده اشعه ایکس

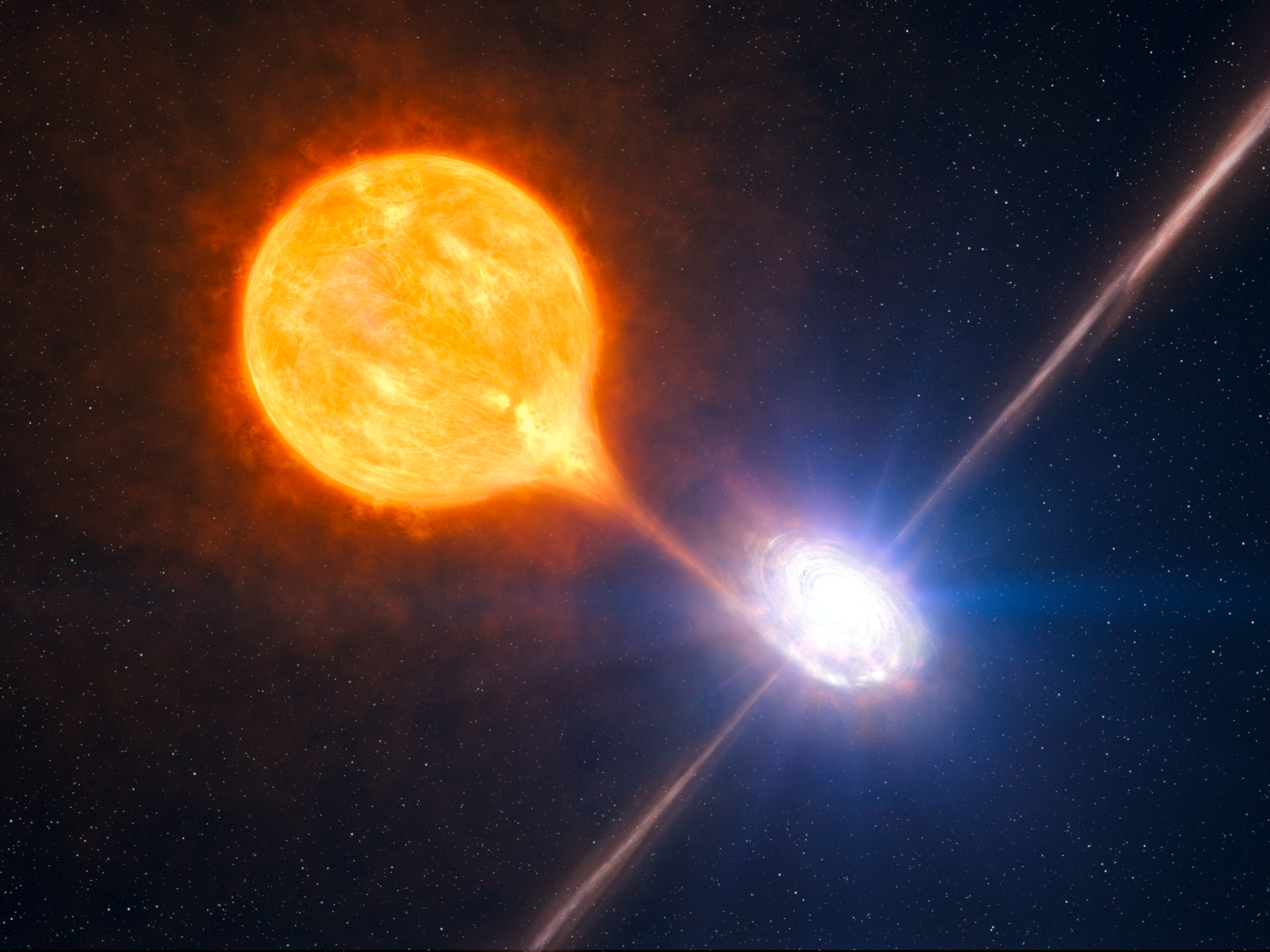
یک نمونه از سیاه‌چاله‌های ستاره‌وار

سیاه‌چاله‌های ستاره‌ای در سیستم‌های دوتایی نزدیک زمانی قابل مشاهده هستند که ماده از یک ستاره همراه به سیاه چاله منتقل شود. انرژی آزاد شده در هنگام سقوط کردن به سمت ستاره فشرده آنقدر زیاد است که ماده تا دمای چند صد میلیون درجه گرم می‌شود و در اشعه ایکس تابش می‌کند؛ بنابراین، سیاهچاله در اشعه ایکس قابل مشاهده است، در حالی که ستاره همراه را می‌توان با تلسکوپ‌های نوری مشاهده کرد. انرژی آزاد شده برای سیاه چاله‌ها و ستارگان نوترونی از نظر قدرت یکسان است؛ بنابراین تشخیص سیاه چاله‌ها و ستاره‌های نوترونی اغلب دشوار است.
توده‌های به دست آمده از مشاهدات منابع فشرده اشعه ایکس (ترکیب داده‌های اشعه ایکس و نوری) به دست می‌آیند. تمام ستارگان نوترونی شناسایی شده دارای جرم زیر ۳٫۰ جرم خورشیدی هستند. هیچ‌یک از سیستم‌های فشرده با جرم بیش از ۳٫۰ جرم خورشیدی خواص یک ستاره نوترونی را نشان نمی‌دهند. ترکیب این حقایق این احتمال را بیشتر و بیشتر می‌کند که کلاس ستارگان فشرده با جرم بیش از ۳٫۰ جرم خورشید در واقع سیاه چاله هستند.
توجه داشته باشید که این اثبات وجود سیاه‌چاله‌های ستاره‌ای کاملاً رصدی نیست، بلکه بر نظریه تکیه دارد: ما نمی‌توانیم جز یک سیاه‌چاله، جسم دیگری برای این سیستم‌های فشرده عظیم در دوتایی‌های ستاره‌ای در نظر بگیریم. اثبات مستقیم وجود سیاهچاله در صورتی خواهد بود که در واقع مدار ذره ای (یا ابری از گاز) را که در سیاه چاله می‌افتد مشاهده کنیم.

برداشت این هنرمند یک سیستم دوتایی حاوی سیاهچاله ای با جرم ستاره ای به نام IGR J17091-3624 یا به اختصار IGR J17091 را نشان می‌دهد. گرانش قوی سیاهچاله، در سمت چپ، گاز را از ستاره همراه در سمت راست می‌کشد. عکس از ناسا

نامزدهای سیاه چاله‌های ستاره وار در کهکشان راه شیری:
کهکشان راه شیری ما شامل چندین نامزد سیاهچاله با جرم ستاره ای (BHCs) است که نسبت به سیاهچاله کلان جرم در ناحیه مرکز کهکشان به ما نزدیکتر هستند. اکثر این نامزدها اعضای سیستم‌های دوتایی پرتو ایکس هستند که در آنها جسم فشرده از طریق یک دیسک برافزایش ماده را از شریک خود می‌کشد.
1. 1 2  Celotti, A.; Miller, J.C.; Sciama, D.W. (1999). "Astrophysical evidence for the existence of black holes". Classical and Quantum Gravity. 16 (12A): A3–A21. arXiv:astro-ph/9912186. Bibcode:1999CQGra..16A...3C. doi:10.1088/0264-9381/16/12A/301. S2CID 17677758.
2. 1 2  Hughes, Scott A. (2005). "Trust but verify: The case for astrophysical black holes". arXiv:hep-ph/0511217.